# خس شرقي
الخس الشرقي[بحاجة لمصدر] أو الأشخيص  (باللاتينية: Lactuca orientalis) نوع نبات عشبي معمر يتبع جنس الخس.

## الموئل والانتشار
هو نبات أصيل في بلاد الشام ومصر وتركيا وجنوب القوقاز.

## الوصف النباتي
تحت شجيرة شائكة، ذات سوق مبيضة متعرضة وأفرع صلبة قصيرة شائكة، الأوراق السفلية خطية رمحية مجزأة ريشياً بينما الأوراق العليا صغيرة خسية كاملة أو ذات فص أو اثنين عند القاعدة ويطلب هذا النوع الأتربة المحجرة.

## التوزع البيئي في البادية السورية
يوجد بالقرب من شيخ هلال، وادي العزيب، (المدورة – التناهج)، جبل شبيث.

## القيمة الاقتصادية
النبات متوسط السمية إلى عالي السمية. وله قيمة رعوية منخفضة، ويحتمل أن يكون له قيمة طبية لاستخراج مادة الخسون، ويستعمل في شراب ضد السعال المخرش وضد التشنج وكمادة مسهلة وملين.